# Sphyraena ensis
Sphyraena ensis es un pez de la familia de los esfirénidos en el orden de los perciformes.
Su carne es apreciada para el consumo en América Latina.